# 紫籐居探案
《紫籐居探案》（英語：The Adventure of Wisteria Lodge）是柯南·道爾所著的福爾摩斯探案的56個短篇故事之一，收錄於《最後致意》。

## 故事簡介
約翰·史考特·艾克爾斯（John Scott Eccles）獲新相識的朋友阿洛伊修斯·賈西亞（Aloysius Garcia）邀請，到紫籐居留宿一宵。翌日，艾克爾斯醒來發現屋裡人去樓空，於是艾克爾斯向福爾摩斯求助。同時，警方跟蹤艾克爾斯，又告知賈西亞已經遭人毒手，因此要求艾克爾斯協助調查。福爾摩斯認為賈西亞邀請艾克爾斯是為了製造時間證人，目的是為了做一件不法的事。所以就到紫籐居附近查探，終發現其中一家人有可疑。原來這家人曾經是南美國家的獨裁者，賈西亞聯同獨裁者家中的女佣策劃刺殺，只可惜東窗事發，賈西亞所以被殺。

## 改編作品
- 爵士樂曲《聖佩德羅之虎（英语：The Tiger of San Pedro）》的名稱取材自《紫籐居探案》的情節[1]。